# Paranormal Activity 2
Paranormal Activity 2 es una película de terror sobrenatural de metraje encontrado estadounidense de 2010, dirigida por Tod Williams, y escrita por Michael R. Perry. La película es un antecedente paralelo de la película 2007 Paranormal Activity, iniciando dos meses antes y continuando con los sucesos descritos en la película original. La película se estrenó en la medianoche el 22 de octubre de 2010 en los Estados Unidos, México, Polonia, Irlanda, Reino Unido y Canadá.

## Argumento
En agosto de 2006, ocurre un misterioso "robo" en la casa de Kristi Rey (Sprague Grayden) y Daniel Rey (Brian Boland). Cada habitación de la casa es puesta de cabeza, a excepción de aquella perteneciente a Hunter Rey, el hijo recién nacido de Daniel y Kristi. La única cosa robada fue el collar que la hermana de Kristi, Katie Featherston (Katie Featherston), le había regalado. Daniel decide instalar una serie de cámaras de seguridad y sensores de movimiento. La familia comienza a escuchar ruidos y a ver objetos moviéndose y cayéndose. Martina, el ama de llaves y empleada, cree que espíritus con malas intenciones son los causantes de los extraños acontecimientos y, en un intento de "limpiar" la casa, quema algunas hierbas, siendo sorprendida por Daniel y Kristi. El esposo despide a la ama de llaves, sin creerle. Katie y su novio Micah (Micah Sloat) vienen a visitar la familia. Katie y Kristi conversan sobre que fueron atormentadas por un demonio cuando eran niñas. Kristi sospecha que esto está sucediendo nuevamente. La hija de Daniel y Kristi, Ali Rey (Molly Ephraim), comienza a investigar sobre los sucesos misteriosos. Ella descubre que es posible hacer un trato con un demonio, a cambio del alma de un primogénito en la familia. Así mismo, verificando el árbol genealógico, se da cuenta de que Hunter es el primer hijo varón por el lado de Katie y Kristi, al menos en tres generaciones.
La violencia sigue en aumento y Kristi está más atormentada, especialmente Hunter, que se despierta todas las noches y observa algo en la habitación.    
Abby, el perro de la familia, es atacado y lanzado violentamente fuera de la cámara y, al parecer, sufre una convulsión. Daniel y Ali llevan al perro al veterinario, dejando sola a Kristi con Hunter. Ella va a revisar que se encuentre bien el bebé y es arrastrada por una fuerza desconocida hasta la mitad de las escaleras, luego regresa al cuarto del bebé y esta vez, es arrastrada hasta el sótano, donde se queda durante varias horas. Por último, la cámara de seguridad muestra la puerta del sótano abierta y una Kristi poseída caminando en la sala de estar, y subiendo las escaleras.
Al día siguiente, Ali está en casa con Kristi, quien no se levanta de la cama. Ali ve en el interior de la puerta del sótano, encontrando arañazos y una sola palabra, Meus (del latín, "mío"), ilegible y rayado en la puerta. Después de oír los ruidos, Ali encuentra a Kristi haciendo caso omiso de Hunter, pero agresivamente exige que no lo toquen. Ali espera a gritos la llegada de Daniel para contar el repentino cambio de carácter de Kristi. Cuando él llega, Ali, quien vio las cintas de seguridad de la noche anterior, le pide que le muestre las cintas para ver las imágenes del ataque de Kristi. Al ver las pruebas, llama inmediatamente a Martina, quien prepara una cruz para enfrentar al demonio, y lograr que Kristi no recuerde nada de su posesión. Daniel explica a Ali que le pasarán el demonio a Katie para que Kristi y Hunter estén a salvo. Ali pide que no haga algo injusto con Katie, pero Daniel no tiene otro remedio que salvar a su familia.
Esa noche, cuando Daniel intenta utilizar la cruz de Kristi, ella lo ataca con violencia, y todas las luces de la casa se apagan. Activan la visión nocturna en su cámara filmadora, y encuentra que Kristi ha desaparecido y se ha llevado a Hunter. Los muebles de toda la casa empiezan a volcarse, y los candelabros del techo se sacuden. Daniel persigue a Kristi en el sótano. Después de unos minutos la encuentra y ella lo ataca. La toca con la cruz, causando que se derrumbe en el suelo, la cámara se descontrole y el suelo comience a crujir. Inhumanos gruñidos y rugidos se escuchan, hasta que finalmente se detienen. La siguiente escena muestra a Daniel poner a Kristi en la cama,  y Martina quemar una foto de una joven Katie, transfiriendo el demonio a Katie.
Tres semanas más tarde, Katie visita a Kristi y explica que cosas extrañas están pasando en su casa, pero no le da demasiada importancia. Luego, se muestra el comienzo de la primera película. Después aparece un mensaje en la pantalla que dice: "Micah murió el 8 de octubre de 2006". Finalmente, la noche del 9 de octubre, Katie estaba poseída y aún manchada de sangre de Micah, en la casa de Kristi. Se acerca por la espalda a Daniel, quien está viendo la televisión y, con un rápido movimiento, le rompe el cuello, matándolo. Kristi, quien estaba arriba con Hunter, oye pasos en las escaleras, y después de preguntar si es Daniel, ve a Katie. Solo alcanza a pronunciar su nombre, pues su hermana la empuja con fuerza sobrehumana contra la cámara, quitándole la vida. Por último, Katie toma a Hunter en brazos y deja la habitación.
Al terminar la escena, un mensaje en la pantalla dice: "El 12 de octubre, después de un paseo escolar, Ali encuentra los cuerpos de Daniel Rey y Kristi Featherston. El paradero de Katie y Hunter son desconocidos."

## Reparto
- Sprague Grayden es Kristi Rey/Kristi Featherston.
- Brian Boland es Daniel Rey.
- Molly Ephraim es Ali Rey.
- Katie Featherston es Katie.
- Micah Sloat es Micah.
- Seth Ginsberg es Brad.
- Vivis Cortez es Martina.
- Jackson Xenia Prieto y William Juan Prieto es Hunter Rey.
- David Bierend es Técnico de Cámaras.

## Doblaje
- Gaby Ugarte como Kristi Rey/Kristi Featherston.
- Humberto Solórzano como Daniel Rey.
- Alondra Hidalgo como Ali Rey.
- Leyla Rangel como Ali Rey. (escenas extendidas)
- Carola Vázquez como Katie Featherston.
- Javier Rivero como Micah Sloat.
- Javier Olguín como Brad.
- Katalina Múzquiz como Martina.
- José Antonio Macías como Técnico de cámaras.

## Producción
Paramount y DreamWorks eligieron a Oren Peli, el director de la primera película, sirvió como un productor para la secuela. Kevin Greutert, director de Saw VI, fue inicialmente elegido para dirigirla. Mientras, Lions Gate Entertainment tuvo que esforzarse para que Greutert pudiera tener el contrato para realizar la dirección de la película final de la franquicia Saw. Ambos de los actores del menú, Katie Featherston y Micah Sloat, repitieron sus papeles para la secuela. Tod Williams dirigió Actividad Paranormal 2, quién comenzó con la producción en mayo del 2010. Después del suceso de Actividad Paranormal 2 en su semana de apertura, el ejecutivo de Paramount Don Harris dijo que podría hacer una tercera parte en la serie, muy pronto: "La compañía está ciertamente condicionada para tomar una vista en la realización de una tercera pero deseando excedarse cuidadosamente en como acercarse al ir." dijo Harris.

## Marketing y estreno
En una promoción especial al aplicarse por los productores de la película, los participantes tuvieron una probabilidad para ganar un boleto gratis de la película si ellos están en los sitios del top veinte para demandar a la película por vía Eventful.com.  El teaser tráiler se estrenó junto con The Twilight Saga: Eclipse, el cual se estrenó el 30 de junio de 2010. Cinemark tuvo que dejar de mostrar el tráiler en varios teatros de Texas después de recibir quejas que era demasiado aterrador. En México, la película fue adjuntado para la versión 3D de "Resident Evil: Afterlife". Un nuevo tráiler fue estrenado el 1 de octubre de 2010. El tráiler fue mostrado con las películas de Devil, My Soul To Take y Jackass 3D.
En los Scream Awards del 2010, los mismos actores Micah y Katie presentaron una escena de la película, la cual correspondía a la parte en que Kristi estaba en la habitación del bebé y repentinamente es arrastrada por el demonio hasta las escaleras.
La película fue estrenada en Francia el 20 de octubre de 2010 y en los Estados Unidos el 22 de octubre de 2010 y también se mostrará en IMAX. En Perú y Argentina se estrenó el 4 de noviembre en todas las salas, y hubo un preestreno el 30 y 31 de octubre.

### Recepción de crítica
Actividad Paranormal 2 recibió críticas mixtas a lo positivo y negativo, aunque muchos críticos aclamaron que la película fue, en muchas formas, otra improvisada de la primera película. Basada en 109 críticas recolectadas por Rotten Tomatoes, Actividad Paranormal 2 tuvo un rango de aprobación de 61% dado por los críticos, con un promedio de puntuación de 6.1 sobre 10. El consenso de la crítica fue: «Actividad Paranormal 2 no cubre ningún suelo nuevo, pero su argumento es muy aterradora —y en muchos aspectos, es mejor que la original.» Por comparación, Metacritic, donde asignó una calificación normalizada sobre de 100 por las reseñas de los críticos establecidos, la película recibió una puntuación «mixta o regular» de 53, basada en 23 críticas. Roger Ebert, quién premió a la película original tres estrellas y media, premió a Actividad Paranormal 2 con una estrella y media de cuatro.

### Taquilla
Actividad Paranormal 2 rompió el récord por la recaudación más grande de la medianoche para la película calificada R con 6.3 millones dólares derrotando a  Watchmen de $4.6 millones. En su día de apertura, Actividad Paranormal 2 llegó al lugar número uno en la taquilla, haciendo $20.100.000 y finalizando con un total estimado de $41.500.000 en la semana, llegando al primer lugar en la taquilla. La película comúnmente recaudó $84.723.000 en Norteamérica y $84.695.966 en el extranjero, dándole a la película un total mundial de $177.512.032.

### Home Media
Actividad Paranormal 2 fue estrenada en la versión del DVD/Blu-ray y el vídeo bajo demanda y pago por visión el 8 de febrero de 2011 dónde incluyó un corte del director sin clasificación y las escenas eliminadas.

## Secuela
En una entrevista con Dread Central, el director y productor, Oren Peli, dijo que Paramount Pictures le dio la luz verde para iniciar la producción de Paranormal Activity 3. La película fue estrenada en los Estados Unidos, España, Colombia, México y Brasil el 21 de octubre de 2011, mientras que del otro lado, el estreno para Argentina, Chile, Bolivia y Portugal fue el 20 de octubre de 2011. El 19 de octubre fue lanzada en Francia, y también comentó que tenía planeada una nueva  cinta de Paranormal Activity aparte de la cuarta película titulada Paranormal Activity 2: Tokyo Night, mencionó también que Paramount Pictures ya le dio también luz verde para esta nueva cinta de Paranormal Activity.